# Rubus afrogustafssonii
Rubus afrogustafssonii är en rosväxtart som beskrevs av Emilio Chiovenda. Rubus afrogustafssonii ingår i släktet rubusar, och familjen rosväxter. Inga underarter finns listade i Catalogue of Life.